# 天柱山镇
天柱山镇，是中华人民共和国安徽省安庆市潜山市下辖的一个乡镇级行政单位。

## 行政区划
天柱山镇下辖以下地区：
风景村、茶庄村、河西村、林庄村、白水村和天寺村。